# Holubinkotvaré
Holubinkotvaré (Russulales) jsou řádem rouškatých hub, zahrnující rody jako je holubinka, ryzec a mnoho dalších. Morfologicky je to heterogenní skupina, plodnice mohou být rozlité, kloboukaté nebo gasteroidní (=podobně jako pýchavky), hymenofor kloboukatých zástupců může být hladký, pórovitý nebo lupenitý, podobně jako u lupenotvarých. Výtrusy (basidiospory) jsou amyloidní a často ornamentované.
Typickým znakem jsou kulovité buňky vzniklé přeměnou hyf – sférocysty. Plodnice jsou lámavé všemi směry, křehké, „kruché“. U mnoha zástupců jsou přítomné gleoplerní hyfy s olejovitým nebo mléčným obsahem (mléčnice).
Holubinkotvaré jsou dřevní parazité nebo saprofyté, některé druhy jsou mykorhizní.

## Čeledi
- Auriscalpiaceae – lžičkovcovité
- Bondarzewiaceae – bondarcevkovité
- Echinodontiaceae
- Gloeocystidiellaceae
- Hericiaceae – korálovcovité
- Hybogasteraceae
- Lachnocladiaceae
- Peniophoraceae – kornatkovité
- Russulaceae – holubinkovité
- Stephanosporaceae
- Stereaceae – pevníkovité